# Heidemoor Brockzetel
Das Heidemoor Brockzetel ist ein geschütztes, flächenhaftes Naturdenkmal auf dem Gebiet der Stadt Aurich im niedersächsischen Landkreis Aurich in Ostfriesland. Es trägt die Nummer ND AUR 00121.

## Beschreibung des Gebietes
Das am 17. Juli 1987 ausgewiesene flächenhafte Naturdenkmal liegt westlich des Landreiterweges und südlich der Brockzeteler Straße auf dem Gebiet des Auricher Stadtteils Brockzetel. Es besteht größtenteils aus einer Hochmoorfläche mit Gehölzanflug sowie wassergefüllten Moorlöchern. Es gibt einen Gagelstrauchbestand sowie Wollgräser-, Lungenenzian-, Pfeifengras- und Torfmoosvorkommen. Der Landkreis stellte das Gebiet aus Gründen des Artenschutzes sowie seinem Bezug zur Landschaftsgeschichte unter Schutz.